# Тайпале, Ханну
Ханну Тайпале (фин. Hannu Taipale; 22 июня 1940 года, Ветели) — финский лыжник, призёр Олимпийских игр и чемпионата мира. Отец известного лыжника Куйсмы Тайпале.

## Карьера
На Олимпийских играх 1968 года в Гренобле, завоевал бронзовую медаль эстафете, кроме того был 14-м в гонке на 50 км, так же стартовал в гонке на 15 км, но не добрался до финиша.
На Олимпийских играх 1972 года в Саппоро, занял 12-е место в гонке на 50 км и 5-е место в эстафете.
На чемпионате мира-1966 в Осло завоевал серебро в эстафетной гонке. Лучший результат в личных гонках на чемпионатах мира, 5-е место в гонке на 50 км на том же чемпионате 1966 года.
На чемпионатах Финляндии побеждал 3 раза, 2 раза в гонках на 30 км и 1 раз в гонке на 50 км.
После завершения спортивной карьеры работал в сфере сельского хозяйства.